# 미안하다 독도야
"미안하다 독도야"는 한국에서 제작된 최현묵 감독의 2008년 다큐멘터리 영화이다. 김장훈 등이 주연으로 출연하였고 최현묵 등이 제작에 참여하였다.

## 출연

### 주연
- 김장훈

## 기타
- 구성: 장유진
- 제작총괄: 이용관
- 프로듀서: 송찬호
- 제작이사: 송도영
- 제작부장: 이정동
- 제작부: 안명숙
- 제작지원: 박상진
- 제작관리: 김효인
- 제작투자: 소민석
- 투자책임: 박상헌
- 라인프로듀서: 박영준
- 라인프로듀서: 김정곤
- 라인프로듀서: 심상혁
- 조연출: 김남수
- 조연출: 조용선
- 스크립터: 구지영
- 사운드슈퍼바이저: 김영호
- 시각효과: 김상택
- 시각효과: 김종락
- 편집보: 조성제
- 편집보: 최은영
- 광고디자인: 박시영
- 광고디자인: 김보은
- 광고디자인: 김유성
- 광고디자인: 탁영기
- 촬영B: 이효재
- 항공촬영: 임영훈
- 포스트프로덕션 슈퍼바이저: 장진
- 디지털처리: 김일광
- 해외촬영지원: 남수정
- 해외촬영지원: 이다니 요시히사
- 해외촬영지원: 엔드류 심
- 해외촬영지원: 이민노
- 시각효과부문: 임명주
- 시각효과부문: 오세윤
- 시각효과부문: 박찬우
- 디지털처리부문: 김동윤
- 디지털처리부문: 이정민
- 디지털처리부문: 윤창호
- 디지털처리부문: 주영견
- 디지털처리부문: 최용준
- 디지털처리부문: 정다운
- 디지털처리부문: 박란
- 디지털처리부문: 김열회
- 디지털처리부문: 윤명순
- 디지털처리부문: 류연
- 현상부문: 윤광병
- 현상부문: 우순도
- 현상부문: 정행숙
- 현상부문: 서충환
- 현상부문: 서민부
- 현상부문: 김동기
- 현상부문: 권병규
- 현상부문: 김성준
- 현상부문: 이재훈
- 현상부문: 박지웅
- 현상부문: 박지원
- 현상부문: 신상준
- 현상부문: 변태현
- 현상부문: 장민웅
- 현상부문: 조영호
- 현상부문: 서동섭
- 현상부문: 이천규
- 현상부문: 장원석
- 현상부문: 설정훈
- 현상부문: 김규성
- 음향부문: 박자영
- 음향부문: 전율제
- 음향부문: 안용재
- 음향부문: 박기영
- 음향부문: 황성식
- 음향부문: 김재경
- 음향부문: 이상현
- 음악부문: 더 스트링스
- 음악부문: 이현호
- 음악부문: 한사랑 어린이 중창단
- 음악부문: 노양수
- 음악부문: 송주용
- 음악부문: 이원경
- 음악부문: 김우근
- 음악부문: 조규철
- 필름: 윤관노
- 마케팅부문: 조옥경
- 마케팅부문: 권영주
- 마케팅부문: 함초롱
- 마케팅부문: 고아라
- 마케팅부문: 임상빈
- 마케팅부문: 신현아
- 마케팅부문: 이현진
- 포스터: 김정명
- 홈페이지: 이승한
- 예고편: 채유라
- 예고편: 황정현
- 예고편: 허재석
- 예고편: 엄유정
- 번역: 이윤주
- 번역: 서정표
- 보험: 류인종
- 영상슈퍼바이저: 유재환
- 영상슈퍼바이저: 이혁종
- 영상슈퍼바이저: 류호선
- 로케이션지원: 이윤주
- 로케이션지원: 유원규